# Zeljko Kalac
Zeljko Kalac (* 16. Dezember 1972 in Sydney, kroatisch Željko Kalac [ˈʒɛʎkɔ ˈkalats]) ist ein ehemaliger australischer Fußballtorwart und heutiger Torwarttrainer.
Er absolvierte über 50 Länderspiele für die australische Fußballnationalmannschaft, mit der er dreimal Ozeanienmeister wurde und an der Fußball-Weltmeisterschaft 2006 in Deutschland teilnahm. Auf Vereinsebene spielte er lange Zeit in Europa, unter anderem als Ersatztorwart beim AC Mailand, mit dem er 2007 die Champions League gewann.

## Vereine
Kalac, dessen Eltern aus Kroatien nach Australien ausgewandert sind, startete seine Karriere Ende der 1980er-Jahre bereits als 16-Jähriger in seiner Heimatstadt bei Sydney United. Bei dem Erstligisten war er zunächst zweite Wahl hinter dem australischen Nationaltorhüter Tony Franken. Als dieser den Verein 1991 verließ, konkurrierte Kalac mit dem England-Rückkehrer und späteren Nationaltorhüter Mark Bosnich, wobei Kalac überwiegend den Vorzug erhielt. Franken kehrte nach einer Saison 1992 zu Sydney United zurück, jedoch setzte sich Kalac mit der Zeit als Nummer 1 durch und blieb dies bis 1995. Zur Saison 1995/96 wechselte er in die zweite englische Liga zu Leicester City, kam hier aber nur selten zum Einsatz und kehrte folglich nach einer Saison wieder nach Sydney zurück. Nach zwei Spielzeiten mit regelmäßigen Einsätzen bei Sydney United wechselte der Australier zur Saison 1998/99 zu Roda Kerkrade in die niederländische Ehrendivision. Nachdem er insgesamt vier Spielzeiten lang Stammtorhüter in Kerkrade war, wechselte Kalac zum Beginn der Saison 2002/03 zum italienischen Serie-A-Verein AC Perugia. Auch hier wurde er auf Anhieb zum Stammkeeper und blieb dies bis zur Saison 2004/05, in der Perugia in der Serie B spielte. 2005 wechselte er zum AC Mailand. In seinen vier Spielzeiten bei Milan war er stets Ersatztorhüter, kam aber durch die Verletzungsanfälligkeit des brasilianischen Stammtorwarts Dida zu insgesamt 38 Einsätzen in der Liga. Zum Champions-League-Gewinn des AC Mailand 2007 trug Kalac mit drei Einsätzen in der Gruppenphase bzw. im Achtelfinale bei. 2008 vertrat er Dida in der gesamten ersten Jahreshälfte. Nach der Rückkehr des zuvor ausgeliehenen Christian Abbiati zur Spielzeit 2008/09 wurde Kalac zur Nummer drei degradiert und nach nur einem Ligaspiel in der Saison wurde sein Vertrag im Sommer 2009 aufgelöst. Im September 2009 schloss er sich dem griechischen Verein AO Kavala an. Im Sommer 2010 beendete Kalac seine aktive Laufbahn.

## Nationalmannschaft
Kalac, der 1992 für die australische Nationalmannschaft debütierte, war in der zweiten Hälfte der 1990er-Jahre der Torhüter mit den meisten Einsätzen für Australien; vor den prominenten Konkurrenten Mark Bosnich, Mark Schwarzer und vor Jason Petkovic, die alle der gleiche Jahrgang wie Kalac sind. Insbesondere bei globalen Turnieren musste er jedoch häufig anderen den Vortritt lassen. So war etwa Bosnich der Torhüter, der Australien beim FIFA-Konföderationen-Pokal 1997 bis ins Finale führte. Hingegen war Kalac bei den drei Ozeanienmeisterschaften, die sein Land 1996, 2000 und 2004 gewinnen konnte jeweils der Torhüter mit den meisten Einsatzzeiten; im Finale 2004 stand jedoch Schwarzer im Tor. 1998 und 2002, als Australien das Finale jeweils gegen Neuseeland verlor, war Petkovic Nummer 1.
Während Bosnich und Petkovic ab Anfang der 2000er-Jahre nicht mehr zum Zug kamen, entwickelte sich in der ersten Hälfte des Jahrzehnts eine Rivalität zwischen Schwarzer und Kalac. Beide kannten sich schon seit früher Jugend. Bereits auf U-12-Ebene spielten die Torhüter im gleichen Sydneyer Nachwuchsteam und 1989 nahmen beide an der U-16-Weltmeisterschaft in Schottland teil. Schwarzer vertrat Australien bei den Konföderationen-Pokalen 2001 und 2005 und ging schließlich auch als Nummer 1 in die Endrunde der Weltmeisterschaft 2006 in Deutschland. Lediglich im letzten Vorrundenspiel gegen Kroatien stand Kalac im Tor, konnte aber nicht überzeugen und agierte bei beiden Gegentoren – in der Partie, die mit einem 2:2-Remis endete – unglücklich. Mit einem Freundschaftsspiel im Oktober 2006 gegen Paraguay beendete Kalac seine internationale Karriere, während Schwarzer noch bis 2013 als Stammtorhüter Australiens agierte. Insgesamt absolvierte Kalac 54 Länderspiele für Australien. Hinter Schwarzer und dessen Nachfolger Mathew Ryan ist er damit der Torhüter mit den drittmeisten Länderspielen für Australien.

## Nach der aktiven Karriere

### Posten als Torwarttrainer
Am 9. August 2011 schloss sich Kalac als Torwarttrainer dem Sydney FC aus der A-League an. Auch nachdem Trainer Frank Farina entlassen worden war, blieb der in Sydney geborene Kalac Torwarttrainer, verließ den Verein allerdings zum Ende der Saison 2014/15. Daraufhin schloss er sich den Western Sydney Wanderers an. Am 3. Oktober 2017 wurde Zeljko Kalac Torwarttrainer in der Türkei bei Kardemir Karabükspor. Nachdem sein Engagement in der Süper Lig beendet war, kehrte er nach Australien zurück und wurde im Juli 2018 Torwarttrainer bei Melbourne City FC.

## Familie
Kalacs Sohn Oliver ist ebenfalls Torhüter und nahm bereits mit der U-17-Nationalmannschaft Australiens an der Weltmeisterschaft 2019 teil.

## Erfolge

### Verein
- Aufstieg in die Premier League mit Leicester City 1996
- Niederländischer Pokalsieger 2000
- Intertoto-Cup 2003
- Champions-League-Sieger 2007
- FIFA-Klub-Weltmeisterschaft 2007

### Nationalmannschaft
- Ozeanienmeister 1996, 2000 und 2004